# 坂元盛愛
坂元 盛愛（さかもと もりよし、1906年-1990年10月31日）は、日本の洋画家。光風会会員。鹿児島市立美術館館長や鹿児島県歴史資料センター黎明館専門員を歴任。号は照茂。
鹿児島県鹿児島市出身、鹿児島市立清水尋常小学校と鹿児島県立第二鹿児島中学校 (旧制)を卒業。鹿児島二中では大牟礼南島に師事。
1927年、南國美術展に初出品。1928年に上京して川端画学校で学ぶ。帰郷後、第9回南國美術展で美展賞受賞。この頃から金羊会に参加。以後、黒潮、艸玄社と鹿児島県洋画壇の保守勢力で中心作家として活躍。光風会展にも出品し、1967年会員推挙。山形屋宣伝部長も務めた。
刀剣審査委員など文化財保護にも尽力。南洲書（西郷隆盛の書）鑑定の権威としても知られた。 